# Vordingborg Gymnasium og HF
Vordingborg Gymnasium & HF (forkortet VG) er et gymnasium og HF-kursus i Vordingborg. VG udbyder de to ungdomsuddannelser STX og HF. Med sine ca. 550 STX-elever, ca. 100 HF-elever samt ca. 75 ansatte[kilde mangler] er VG et gymnasium af landsgennemsnitlig størrelse.
VG har til huse i bygningen Vordingborg Uddannelsescenter, som også kaldes Campus Vordingborg, for den bygning rummer også erhvervsgymnasiet ZBC Vordingborg.

## VG's historie
Gymnasiet blev etableret omkring 1550 som latinskole. I 1806 blev skolen omdannet til middelskole for igen i 1819 at blive latinskole. Skolen blev nedlagt i 1846, men blev genetablet i 1935 som 3-årigt artiumkursus med støtte fra Vordingborg Kommune. Tre år senere fusionerede gymnasiet med Vordingborg Realskole og skiftede senere navn til Vordingborg Gymnasium. Efter at have været underlagt Storstrøms Amt siden 1970, blev gymnasiet i 2007 omdannet til en selvejende institution.
I perioden 2004-2008 udbød VG den engelsksprogede internationale studentereksamen, International Baccalaureate (IB).

## Af VG's rektorer kan nævnes
- 1951-1972: Svend Falsig Pedersen (1908-1991)[4]
- 1988-1998: Jarl Damgaard, klassisk filolog og siden 1999 direktør i Undervisningsministeriet. Han havde afgørende indflydelse på Gymnasiereformen af 2004.[5]
- ca. 2000-06: Henrik Aas
- ca. 2006-18: Ib Brøkner Christiansen
- siden 2019: Jakob Stubgaard